# D-IX
D-IX fue un potenciador del rendimiento experimental desarrollado por la Alemania nazi en 1944 para aplicaciones militares.
Una dosis contenía 5 mg de oxicodona (de la marca Eukodal, un opioide analgésico), 5 mg de cocaína y 3 mg de metanfetamina (de la marca Pervitin).
Los médicos alemanes encontraron los resultados como prometedores, hasta planearon suministrar las píldoras a las tropas alemanas, pero la guerra terminó antes de que D-IX pudiera ponerse en producción en masa. Llegó a ser usado en pilotos de los aviones Neger y los submarinos Biber.

## Historia
La Alemania nazi tenía gran cantidad de proyectos que buscaban mejorar el rendimiento de sus soldados. Por ejemplo, ya tuvieron éxito con drogas más simples como Pervitin e Isophan que ayudaron a mantener a los soldados estimulados. El vicealmirante Hellmuth Heye en marzo de 1944 solicitó una droga que también pudiera proporcionar a los usuarios una fuerza sobrehumana y una mayor autoestima.
El farmacólogo Gerhard Orzechowski y un grupo de otros investigadores fueron comisionados en Kiel para desarrollar este medicamento. Desarrollaron una fórmula que contenía en cada tableta: 5 mg de oxicodona (marca Eukodal), 5 mg de cocaína y 3 mg de metanfetamina (entonces llamada Pervitin, ahora disponible bajo la marca Desoxyn).
Los registros nazis indican que prisioneros provenientes de Sachsenhausen podían marchar hasta 90 kilómetros por día sin descansar mientras llevaban una mochila con 20 kilos de peso.
Wolf Kemper redescubrió este proyecto en los registros nazis.